# Gaston Aumoitte
Gaston Achille Louis Aumoitte (Hanoi, 19 dicembre 1884 – Sainte-Foy-la-Grande, 30 dicembre 1957) è stato un giocatore di croquet francese.
Partecipò ai Giochi della II Olimpiade di Parigi nella gara di singolo, una palla e doppio. In entrambe le gare fu campione olimpico.

## Palmarès
| Anno | Manifestazione | Sede   | Evento             | Risultato |
| ---- | -------------- | ------ | ------------------ | --------- |
| 1900 | Olimpiadi      | Parigi | Singolo, una palla | Oro       |
| 1900 | Olimpiadi      | Parigi | Doppio             | Oro       |